# Kimulidae
Famille
Les Kimulidae sont une famille d'opilions laniatores. On connaît près de 30 espèces dans sept genres.

## Distribution
Les espèces de cette famille se rencontrent en Amérique du Sud et aux Antilles.

## Liste des genres
Selon World Catalogue of Opiliones (14/10/2021) :
- Fudeci González-Sponga, 1998
- Kimula Goodnight & Goodnight, 1942
- Metakimula Avram, 1973
- Minuella Roewer, 1949
- Relictopiolus Pérez-González, Monte & Bichuette, 2017
- Tegipiolus Roewer, 1949
- Usatama Kury, García & Medrano, 2019

## Systématique et taxinomie
Cette famille a été décrite sous le nom Minuidae par Sørensen en 1932, basée sur le genre préoccupé Minua. Elle est renommée Kimulidae par Pérez-González, Kury et Alonso-Zarazaga en 2007.

## Publication originale
- Pérez-González, Kury & Alonso-Zarazaga, 2007 : « Kimulidae Pérez González, Kury and Alonso-Zarazaga, new name. » Harvestmen: the biology of the Opiliones, Harvard University Press, Cambridge & London, p. 207–209.